# 인 콜드 블러드
《인 콜드 블러드》(영어: In Cold Blood)는 미국에서 제작된 1967년 네오누아르 범죄 영화이다. 리처드 브룩스가 트루먼 커포티의 동명 논픽션 책에 바탕하여 각본을 쓰고, 연출, 제작하였다. 로버트 블레이크가 살인범 페리 스미스 역으로 출연하였다. 《냉혈한》으로도 알려져 있다.

## 출연진
- 로버트 블레이크
- 스콧 윌슨
- 존 포사이스
- 폴 스튜어트
- 제프 코리
- 제임스 플레이빈
- 찰스 맥그로
- 윌 기어
- 레이먼드 해턴

## 기타 제작진
- 세트: 잭 어헌